# Beaux Arts Village
Beaux Arts Village est une cité située dans le comté de King, près de la ville de Seattle, dans l'État de Washington aux États-Unis.
Beaux Arts Village est la plus petite municipalité de l'aire métropolitaine de Seattle avec seulement 0,5 km2 de superficie.
Au recensement de l'an 2010, la population s'élevait à 299 habitants seulement.
Beaux Arts Village est la cinquième plus riche commune de l'État de Washington.
Beaux Arts Village fut fondée en 1908 comme une colonie d'artistes. Le nom lui fut donné en raison de ses membres fondateurs appartenant à la "Western Academy of Beaux-Arts". À l'époque, on pouvait devenir membre de cette académie des Beaux-Arts pour 200 dollars. Aujourd'hui, l'appartenance à l'Académie vient avec l'accession à la propriété.
97 % de ses habitants sont des Euro-Américains.
Beaux Arts Village devint une municipalité en 1954.